# Kristijan Pajer
Kristijan Pajer (tudi Christian Paier), slovenski fotograf, * 14. december 1839, Kranj, † 1895.
Pajer je bil sprva ljubiteljski in nato poklicni fotograf ter eden izmed pionirjev tako slovenske fotografije, kot tudi svetovne popotniške fotografije. V letih 1860 in 1861 ter 1864 je posnel serijo fotografij s svojih dveh potovanj po Palestini. Dovoljenje za opravljanje fotografske obrti je pridobil leta 1877. Po vrnitvi s popotovanja  se je Paier ustalil v Ljubljani, kjer je ustanovil svoj fotografski atelje. Pajerjev ohranjeni fotografski opus obsega oseminpetdeset podpisanih ali z njegovo pisavo označenih fotografij. Najobsežnejša zbirka njegovih del je shranjena v dunajskem muzeju Albertina, ljubljanski škofovski arhiv hrani deset fotografij, Narodna in univerzitetna knjižnica devet, Zgodovinski arhiv Ljubljana šest in Narodni muzej Slovenije pet.